# Just Better Alone
«Just Better Alone» —en español: «Simplemente mejor sola»— es el segundo sencillo del tercer álbum de estudio Fiesta de la cantante pop chilena D-Niss. Fue lanzado el 18 de mayo de 2012 en Chile, este sencillo es cantado en dos idiomas, al igual que sus dos anteriores lanzamientos.

## Antecedentes

### Composición y grabación
D-Niss entró al estudio a grabar el sencillo el mes de marzo de 2012, el 26 de marzo se dirigió a los estudios a grabar las segundas voces, día en el cual nos adelanto a través de su cuenta en Twitter, que la nueva canción sería una balada con mucha fuerza.
La canción es una balada pop mid-tempo que mezcla sonidos R&B, escrita por Neven Ilic y en la cual combina el idioma español e inglés, la letra "habla de esa búsqueda amorosa que nunca termina y que si uno no se quiere ni se respeta, nunca encontrará lo que está buscando". según comenta Rosenthal.

### Lanzamiento
El lanzamiento oficial se realizó el día 18 de mayo a las 12:30 horas, y posteriormente el mismo día agregado a la cuenta oficial donde acaparo todas las miradas. El sencillo fue liberado en formato de video musical, al igual que su antecesora I Wanna Give My Heart. El 4 de agosto de 2012, se lanzó el remix de la canción el cual fue realizado por DJ Bast y cuenta con la colaboración del artista El Demonio, el remix contiene rap y un ritmo urbano.

## Video musical

### Adelanto
El primer avance que se tuvo de la canción fue publicado por D-Niss en su cuenta oficial de Youtube el día 15 de mayo, "Todos buscamos algo. Cuando crees haberlo encontrado, te das cuenta que no era realmente lo que necesitabas. Y eso, que tanto busque, siempre estuvo aquí, en mi." Fue la frase que dio hincapié a la cuenta regresiva para el esperado estreno del viernes 18 de la misma semana.
En el adelanto se juega con los colores claros y oscuros, creando un ambiente cálido ideal para una balada. Se ve a D-Niss bailando, y mirando a cámara, bien sencilla y natural.

### Grabación y trama

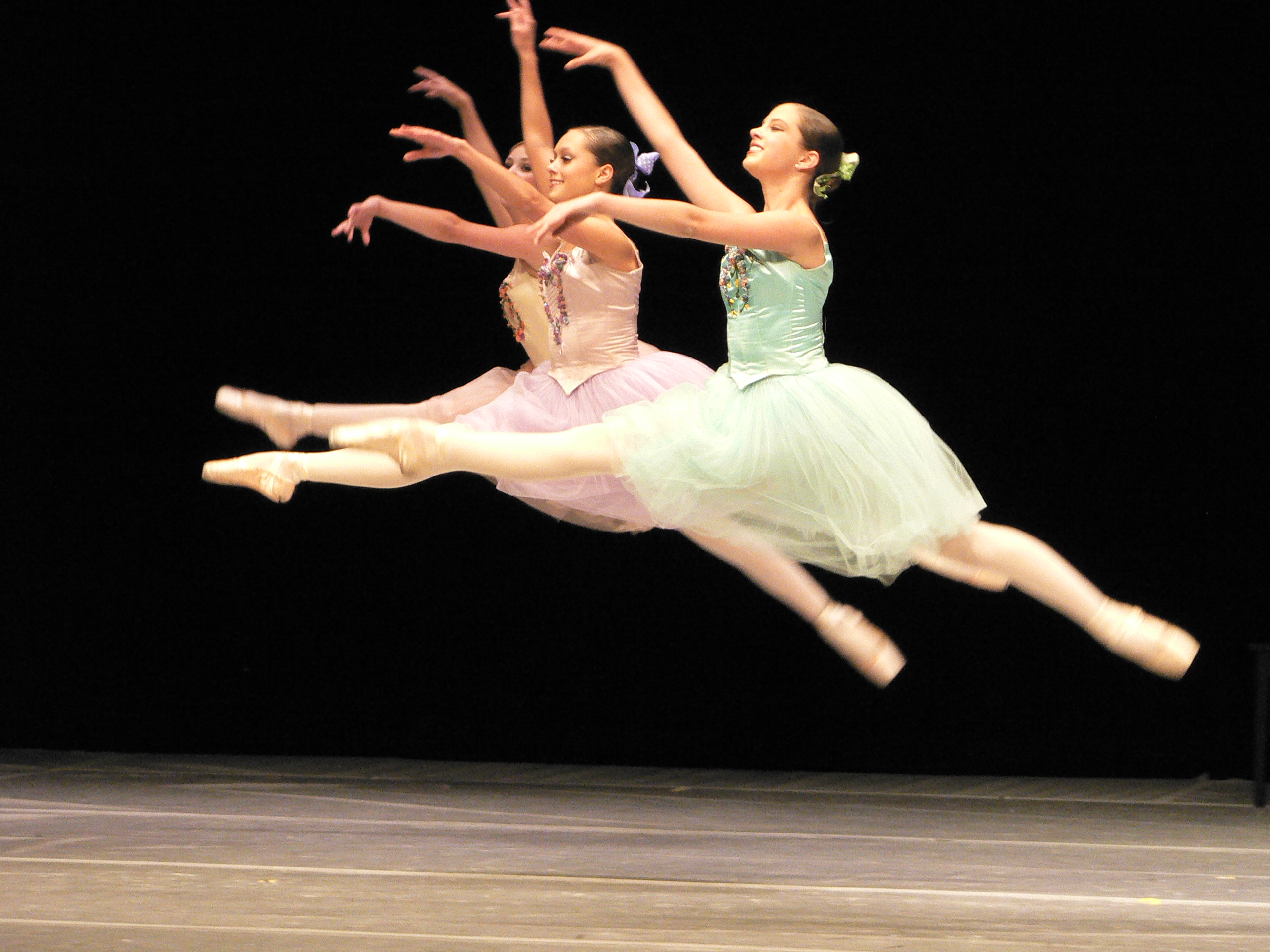
Denise interpreta a una bailarina de ballet en el video.

El video musical fue grabado los días 5 y 6 de mayo de 2012 en Santiago de Chile, fue dirigido por Martín Amézaga y producido por Shaira Abraham. 
Finalmente el video fue estrenado en su totalidad por el portal de internet de La Tercera, junto a una breve entrevista de D-Niss, tal y como ha sido la tónica de sus dos anteriores lanzamientos musicales (el polémico "Men" y "I Wanna Give My Heart").
Durante el rodaje se filmó un making-off del vídeo, el cual fue a las semanas del lanzamiento del video. Para la grabación del video se utilizó una cámara RED y se filmó en formato de cine.
En el clip se muestra a D-Niss como una joven bailarina de ballet que vive sus día a día entregándose por completo a una relación en la creyó haber encontrado, demostrando que lucha día a día, para dar lo mejor de si, que puede car y tropezar, pero siempre volverá a levantarse, está aburrida de entregarse siente que no está recibiendo lo mismo por parte de su amado, con ello decide poner ese punto final que marca el inicio de la decisión de mejor estar sola y encontrarse consigo misma. 
A medida que pasa el clip, se ve a una D-Niss mucho más adulta, más sencilla y mucho más natural que en sus anteriores producciones, con el cabello tomado y un vestuario no tan elaborado, se logran escenas limpias, con grandes coreografías, logrando un contraste con el negro de fondo en las escenas apartes donde se canta la canción.
D-Niss dijo acerca del video que «Se trata de mostrar ese gusto (por) que las cosas sí te cuesten un poco más, y no solo en la parte amorosa, sino que en la vida general de todos, donde tenemos ciertas situaciones que nos hacen ir encontrando esa fuerza interior para seguir superándonos y seguir creciendo».

### Recibimiento
El video fue catalogado como una realización simple pero con una producción muy bien elaborada, mostrando imágenes limpias que detallan la historia de una bailarina que se esfuerza por mejorar, tal como lo expresó La Cuarta.
Al pasar los días los resultado son positivos, con una alta cantidad de reproducciones en YouTube, y exhibido en varia páginas de la web.

## Formatos
| Sencillo en CD |                     |          |  |
| N.º            | Título              | Duración |  |
| 1.             | «Just Better Alone» | 03:11    |  |

| Remix |                                      |          |  |
| N.º   | Título                               | Duración |  |
| 1.    | «Just Better Alone» (con El Demonio) | 03:08    |  |

## Promoción
El mismo día del lanzamiento, se realizó un contacto con la cantante en la radio 40 Principales, entregando una entrevista al programa 40 manía conducido por Catalina Chuaqui.
D-Niss presentó en vivo el sencillo vía transmisión en línea para la radio Rock and Pop el 23 de mayo de 2012, en donde además habló de la canción y el álbum. Terminando ese día con una entrevista en vivo para Terra junto a su pareja en el musical Que Cante La Vida.
La canción fue presentada en vivo por primera vez para televisión en el reality Mundos opuestos de Canal 13, en donde cantó el sencillo junto a sus anterior temas "Men" y "I Wanna Give My Heart".

## Listas musicales de canciones
| Listas (2012)           | Máxima posición |
| ----------------------- | --------------- |
| Chile (Top 100 Singles) | 98              |